# Therkel Mathiassen
Therkel Mathiassen, né le 5 septembre 1892 à Favrbo au Danemark et mort le 14 mars 1967 à Søborggård, est un archéologue, anthropologue, cartographe, ethnographe et explorateur danois, connu pour son étude scientifique de l'Arctique.

## Biographie
Mathiassen et Peter Freuchen participent à la cinquième expédition danoise à Thulé dirigée par Knud Rasmussen. Exlorant avec Freuchen la terre de Baffin, au cours de ses voyages, Mathiassen distribue des dés à coudre aux Inuits, gagnant ainsi le surnom inuktitut de Tikkilik (« celui avec les dés »). En 1922, il entreprend une enquête archéologique sur un site qu'il appelle « Naujan » (Naujaat). Il s'agit de la première fouille archéologique dans l'Arctique canadien et de la deuxième fouille archéologique de la culture de Thulé, après celle de Comer's Midden (en) en 1916 dans le nord du Groenland. Mathiassen parvient à extraire manuellement dans la tourbe, le gazon et le gravier, des parties de 12 maisons en tourbe et un dépotoir de cuisine.
En 1929, il mène une autre fouille archéologique et découvre une culture nordique à Inugsuk, au Groenland. Frederica de Laguna est son assistante de recherche.
Mathiassen est membre du premier comité danois de la Societas Arctica Scandinavica, destiné à la recherche scandinave dans les sciences humaines et naturelles de l'Arctique. Auteur prolifique, ses œuvres ont ensuite été décrites comme monumentales et comme marquant le début de la période professionnelle en archéologie arctique,. Ses travaux des années 1920 et 1930 ont introduit le concept de la culture Thulé mais ont également rejeté la théorie d'un peuple de l'âge de pierre au Groenland telle que décrite pour la première fois sur une base scientifique par Ole M. Solberg (sv) en 1907,. Dans les années 1950, l'existence d'un tel peuple a été établie grâce à l'utilisation de la datation au radiocarbone.
En 1932, la Société géographique royale danoise lui décerna la médaille Hans Egede.

## Publications
- Therkel Mathiassen, W. E. Calvert et M. Degerbøl, Ancient Eskimo settlements in the Kangaamiut area, København, C.A. Reitzel, 1931 (OCLC 6362780)
- Archæological collections from the Western Eskimos, Copenhagen, Gyldendalske Boghandel, 1930 (OCLC 9618738)
- Archæology of the Central Eskimos. Report of the fifth Thule expedition, 1921-24, vol. 4, Copenhagen, Gyldendal, 1927 (OCLC 3932052)
- Contributions to the archaeology of Disko Bay, København, C.A. Reitzel, 1934 (OCLC 1625835)
- Contributions to the geography of Baffin Land and Melville Peninsula, Copenhagen, Gyldendalske Boghandel, 1933 (OCLC 9618165)
- Contributions to the physiography of Southampton Island, Copenhagen, Gyldendalske Boghandel, 1931 (OCLC 9618113)
- Eskimo finds from the Kangerlussuaq region, København, C.A. Reitzel, 1934 (OCLC 6335533)
- Material culture of the Iglulik Eskimos, Copenhagen, Gyldendal, 1928 (OCLC 2304433)
- Prehistory of the Angmagssalik Eskimos, København, C.A. Reitzel, 1933 (OCLC 6365385)
- Report on the expedition, Copenhagen, Gyldendalske Boghandel, 1945 (OCLC 9618080)
- Therkel Mathiassen, E. Holtved et W. E. Calvert, The Eskimo archaeology of Julianehaab district, with a brief summary of the prehistory of the Greenlanders, København, C.A. Reitzel, 1936 (OCLC 1156849)
- The former Eskimo settlements on Frederik VI's coast, 1936 (OCLC 1158412)
- The Sermermiut Excavations, 1955, København, C.A. Reitzel, 1958 (OCLC 4679506)
- The Thule culture and its position within the Eskimo culture. Archæology of the Central Eskimos II, Copenhagen, Gyldendal, 1927 (OCLC 23618710)